# Roman de Fauvel
La col·lecció del Roman de Fauvel representa un dels exemples per excel·lència de l'al·legoria tardana medieval, amb una visible predilecció per la satírica. Consta de dotze manuscrits, dividits en dos Livres, atribuïts tradicionalment a Gervais de Bus, clergue de la cancelleria reial francesa.
El text del roman del segle XIV ve acompanyat d'obres, seleccionades amb la finalitat d'aclarir el context cronològic, com relats d'esdeveniments històrics, factors literaris culturals i poesia i música de l'època).

## Descripció
El text desenvolupa un poema de crítica satírica sobre la corrupció moral i econòmica de la figura del rei i, per extensió, sobre la corrupció del sistema estatal i eclesiàstic, en un complet de tres mil dos-cents vuitanta versos (mil dos-cents vint-i-sis versos al primer llibre, datat al 1310; dos-mil cinquanta-quatre, al segon, del 1314) de vuit síl·labes cada un.
En 1316, Chaillou de Pesstain produí una versió ampliada.
La narració pertany al gènere, famós a l'època, de la faula amb animals —altres exemples serien el Llibre de les bèsties, de Ramon Llull, o el Roman de Renart (literalment, Romanç de la Guineu), amb un protagonista que es convertiria en l'antagonista arquetípic de moltes de les faules de l'època—, i descriu la història de l'ase Fauvel.

## Argument
De caràcter absurd, Fauvel és un ase poc intel·ligent però ambiciós que un dia coneix a la Dama del destí, qui l'ajuda a passar de ser un animal més a l'estable a viure dins la casa del senyor i, més tard, a ascendir de nivell a l'estrat social, convertint-se en el senyor de la casa. La notícia d'un ase amb càrrec senyorial es popularitza fins al punt d'arribar a l'entorn del Papa i el Rei, els quals es traslladen a la casa de Fauvel per a oferir el seu respecte.
El món es veu dominat per Fauvel i això causa l'expansió d'una realitat inversa: el rei s'imposa al Papa, el pobre al ric i les dones als homes. Es gira la truita: el temps de l'Anticrist ha començat. L'ase Fauvel viatja al macrocosmos per fugir-hi —s'inicia el segon llibre.
El segon Livre comença narrant el trasllat de Fauvel a un palau, al macrocosmos, on viu envoltat d'una sèrie de pecats en forma de dona: Avarícia, Carnalitat, Peresa, Enveja, Golafreria, Odi, Embriaguesa, Perjuri, Orgull, Mesquinesa i Sodomia, entre d'altres. Encara i la petició de l'ase, la Dama del destí no es vol casar amb Fauvel i ell, per recomanació de la dama, s'acaba casant amb la doncella Vaine Glorie (de traducció, Vana Glòria). Conviden a la boda als servents de Fauvel, els vicis i les virtuts, com Venus o Adulteri. Quan l'event finalitza, la Dama del destí li comunica a l'ase la seva funció: donar vida a un primogènit injust i dèspota que s'alci amb el poder al tro reial de les terres de França.

### Rerefons
L'escrit constitueix un dels primers indicis del pensament incipient de l'humanisme, influït pels fenòmens polítics conseqüents del cisma d'Occident.
L'escenificació absurda d'un Rei i un Papa agenollant-se enfront d'un ase representa satíricament la facilitat amb què els alts càrrecs polítics servien a la corrupció, i les seves adulacions i favors a l'ase són reflex de la hipocresia amb la qual els caracteritzaven.
El nom del protagonista es deu a l'acròstic definit per les sigles d'una reelaboració dels pecats capitals: F de Flatterie (és a dir, adulació); A d'Avarice (o avarícia); V de Vilenie (vilesa, cal destacar que als texts de l'època la U solia substituir-se per V); V de Varieté (duplicitat, hipocresia); E d'Envie (Enveja), i L de Lâcheté (covardia). Alhora, les dues síl·labes com a paraules independents resulten fau vel”, que vol dir “mentida velada” i, per altra banda, “fauve” en francès es correspon amb un color groc fosc, el color de l'or. Idèntic al color de la pell de l'ase a la faula, el color daurat era associat a l'època amb la hipocresia.
Així mateix, el text acaba amb una plegaria a la última esperança per a França, el Lliri Blanc de la Puresa, de manera similar a la tècnica de les obres de teatre moralitzant dels segles XV i XVI.
Escrit en un ambient de funcionaris il·lustrats, el text remarca la preocupació política i innovació intel·lectual de la societat, encaminada cap a un pensament humanista modern, contrari al poder del papa i el rei.

### Música
Amb cent seixanta-nou peces en total, dividides en cent-vint-i-sis peces musicals completes i quaranta-tres fragments, el Roman de Fauvel consta d'una àmplia varietat de peces de diversos gèneres (cants litúrgics, balades, rondós, virolais, coples) i gran qualitat, inserides en el discurs narratiu.
Destaquen onze motets escrits a propòsit de l'edició, dels quals dos serien composts per Philippe de Vitry, segons els estudiosos. En llenguatge típic de l'Ars Nova, tracten temes contemporanis a l'edició.
Recentment, estudis musicològics han distingit la inclusió de cants no litúrgics introduïts com a certs, entre la resta de cants litúrgics reconeguts, es creu que com a metàfora musical de la falsedat característica de l'ase.

## Curiositats
El roman va donar lloc a l'expressió anglesa “curry favour”, derivada de la forma obsoleta original: “curry fauvel”. La frase equivalent en català seria la de “fer la gara-gara”, és a dir, intentar-se guanyar l'amistat o benevolença d'algú mitjançant un comportament afalagador.